# 非洲五霸
非洲五霸（英文：Big Five game）指非洲獅、非洲象、非洲水牛、非洲豹和黑犀牛，是战利品狩猎中价值最高的五種非洲大型猎物。這些動物成為“五霸”是因為徒步捕捉牠們的難度最高，而不是因為牠們的體型龐大。
納米比亞、南非、肯亞、坦桑尼亞和博茨瓦納擁有全數五種動物的棲息地，最近研究指出博茨瓦納的黑犀數目減少。
非洲五霸是十分危險的野生動物，而數目也不斷下降，獅子和非洲象是易危物種，非洲水牛和豹是近危物種，而黑犀牛是極危物種。

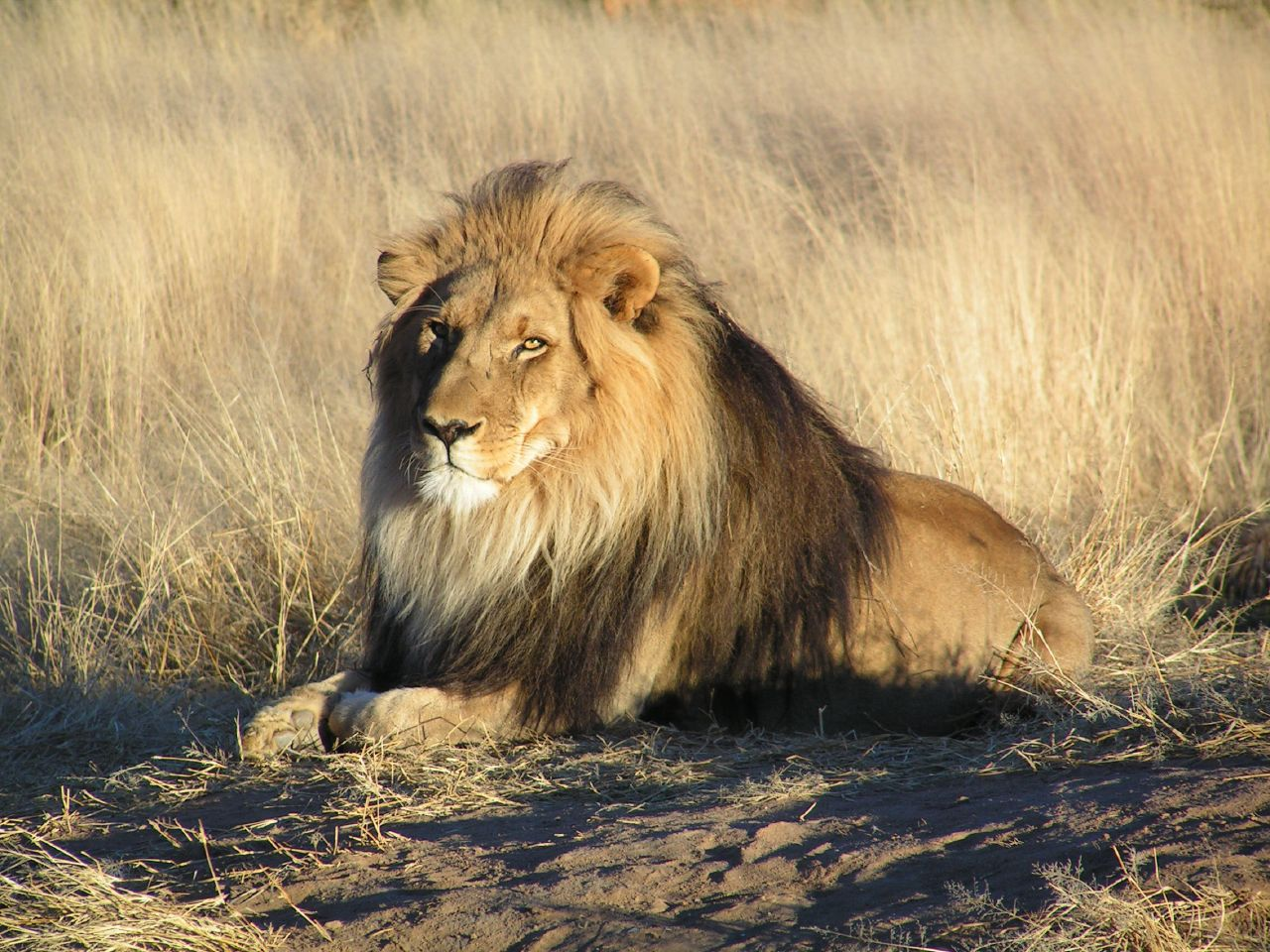
獅 (Panthera leo)
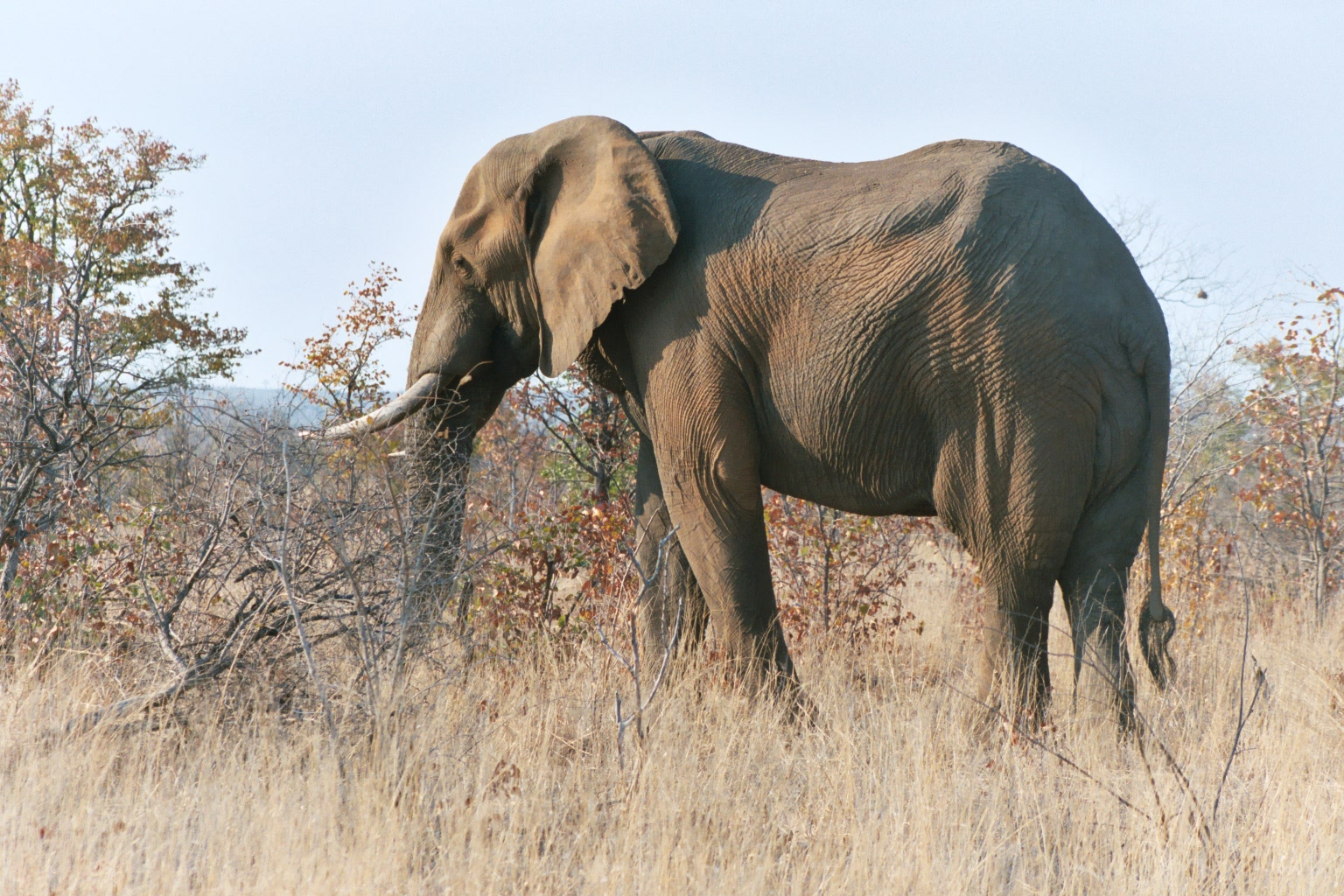
非洲象 (Loxodonta africana)
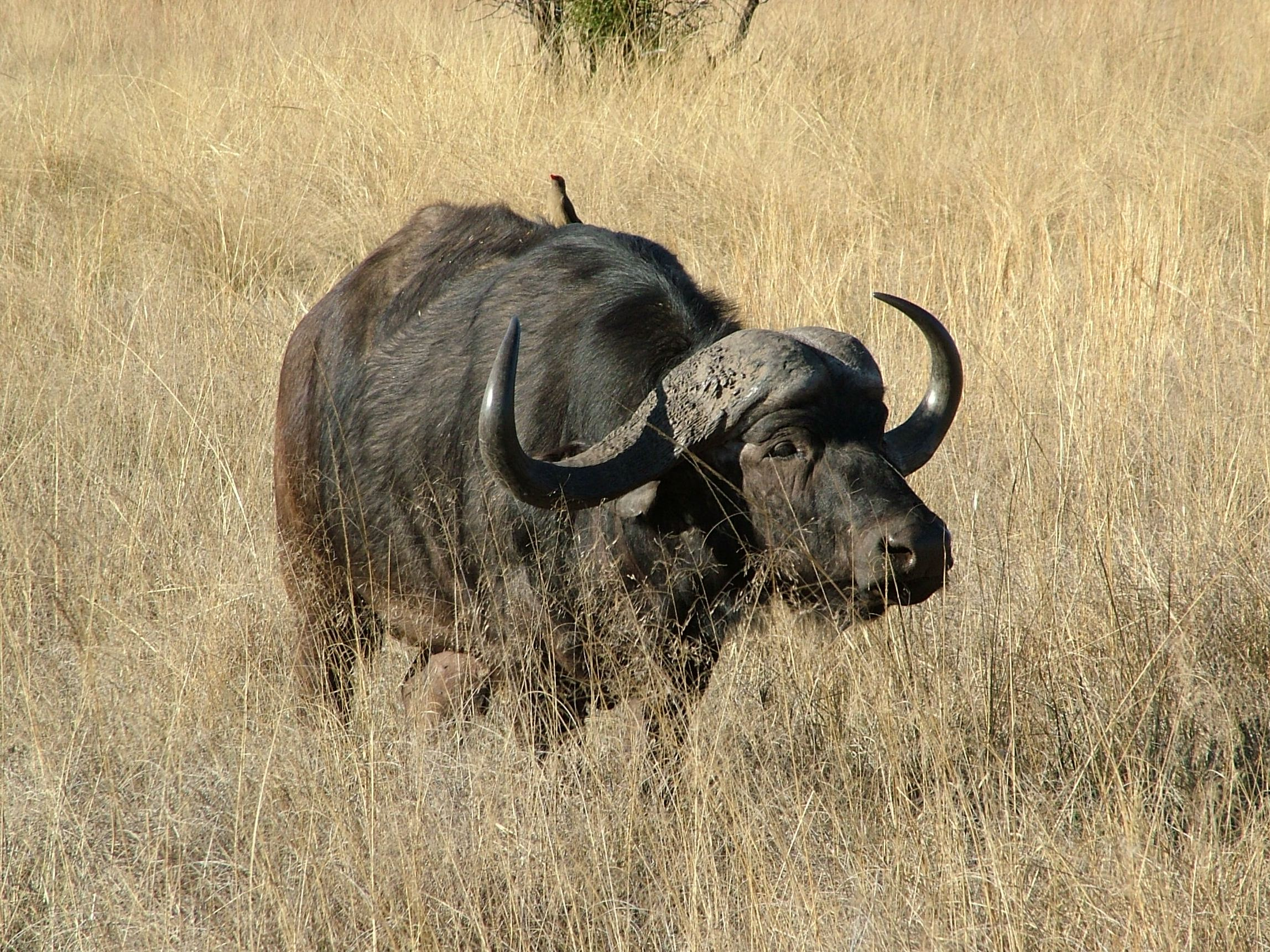
非洲水牛 (Syncerus caffer)
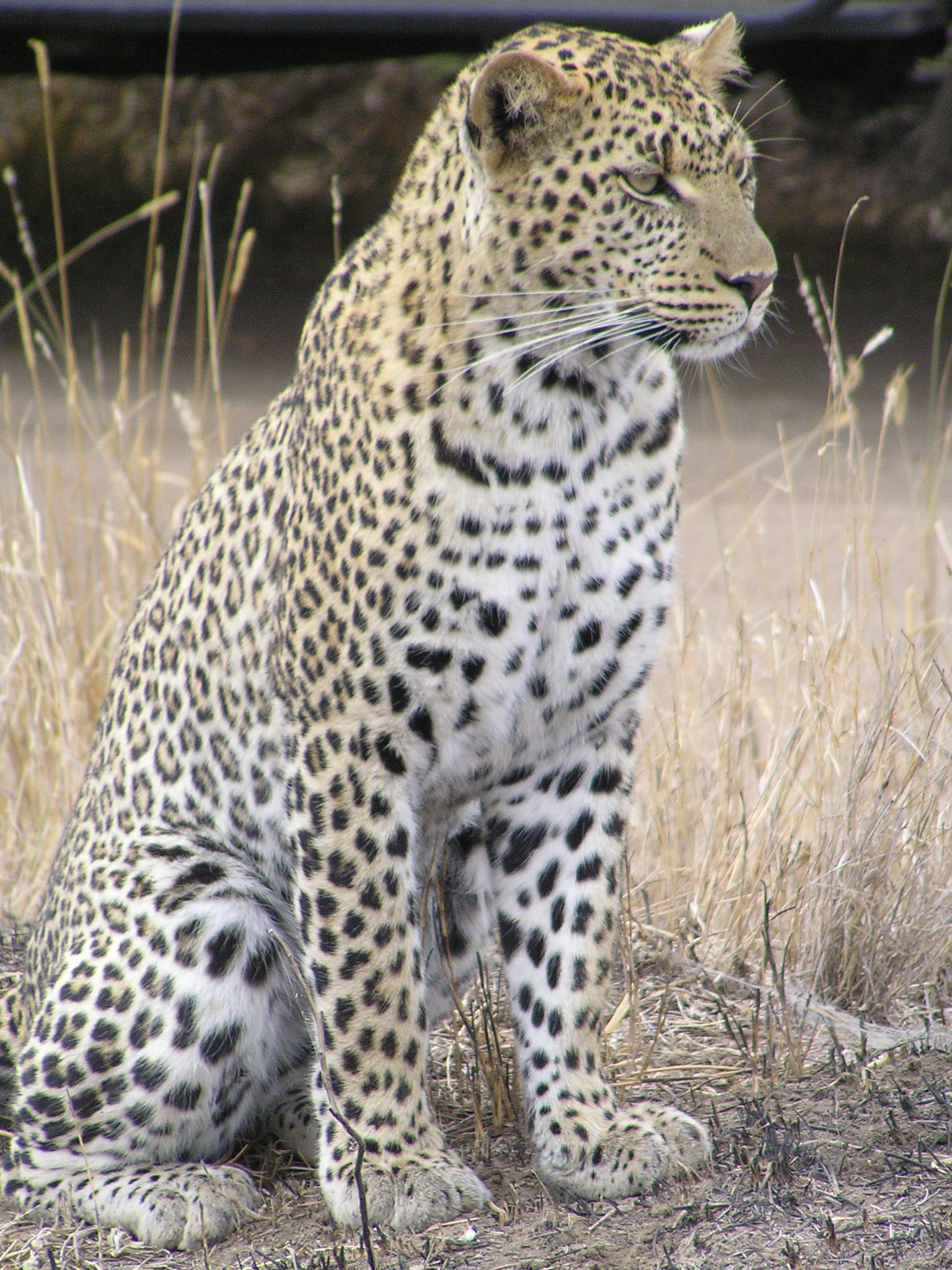
豹 (Panthera pardus)
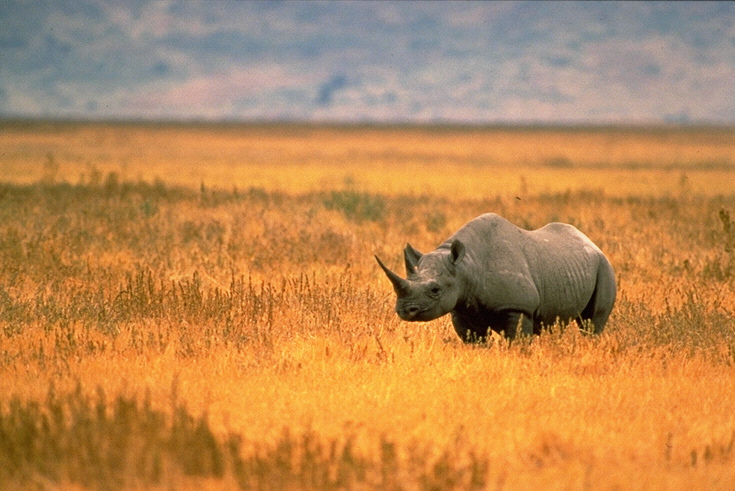
黑犀牛 (Diceros bicornis)